# Outright Monetary Transactions
Als Outright Monetary Transactions (OMTs) (im Deutschen auch: geldpolitische Outright-Geschäfte, wörtlich: vorbehaltlose geldpolitische Geschäfte) bezeichnet man ein von der Europäischen Zentralbank (EZB) angekündigtes Instrument, unter dem das Eurosystem in vorab unbeschränktem Ausmaß Ankäufe kurzfristiger Anleihen von Staaten im Euro-Währungsgebiet durchführen kann. Auch wenn bislang (Stand: Januar 2024) noch keine Staatsanleihenkäufe als OMTs erfolgten, wird davon ausgegangen, dass bereits die bloße Ankündigung – wie beabsichtigt – eine beruhigende und zinssenkende Wirkung auf die Finanzmärkte ausgeübt hat.
Die Zielsetzung von OMTs besteht nach Aussage der EZB insbesondere darin, die geldpolitische Transmission ihrer Leitzinsänderungen in die Mitgliedsstaaten und damit die Einheitlichkeit der Geldpolitik der Europäischen Zentralbank sicherzustellen. Während der Eurokrise hatte die EZB immer wieder Schwierigkeiten, durch Änderung ihrer Leitzinsen die Zinssätze im Euroraum zu beeinflussen. Dieser so genannte Transmissionsmechanismus funktionierte nur in manchen Staaten, in anderen war er in erheblichem Maße blockiert. Die EZB führte diese Blockade zu einem gewichtigen Teil auf übersteigerte Risikobewertungen von Anlegern in Bezug auf die Staatstitel einzelner Länder zurück. Ein umfassender Aufkauf solcher Anleihen durch die nationalen Zentralbanken der Eurozone könnte in diesem Umfeld nach Meinung der Bank zu einer Entspannung führen und auf diese Weise den Transmissionsmechanismus in den betroffenen Staaten wieder aktivieren, was zugleich die Einheitlichkeit der Geldpolitik wiederherstellen würde.
Mit dem OMT-Entscheid der EZB im September 2012 wurde das Securities Markets Programme (SMP) eingestellt.

## Entwicklung
EZB-Präsident Mario Draghi kündigte am 26. Juli 2012 an, die EZB werde „innerhalb [ihres] Mandates alles Erforderliche tun (‚whatever it takes‘), um den Euro zu erhalten“. Dies wurde allgemein als Andeutung einer Wiederaufnahme von Staatsanleihenkäufen gewertet. Am 2. August 2012 gab er bekannt, die EZB erwäge neuerliche Interventionen an den Staatsanleihenmärkten und könne sich überdies andere unkonventionelle Maßnahmen vorstellen. Die Modalitäten der in Aussicht gestellten OMTs wurden schließlich am 6. September 2012 vom EZB-Rat beschlossen (OMT-Beschluss).
Nach Aussage Draghis unterstützten im EZB-Rat 21 der 22 Mitglieder den OMT-Beschluss. Es wird weithin davon ausgegangen, dass die abweichende Stimme jene der durch ihren Präsidenten Jens Weidmann vertretenen Deutschen Bundesbank war (siehe auch weiter unten).
OMTs sind von einem anderen Programm der EZB, dem am 22. Januar 2015 beschlossenen erweiterten Programm zum Ankauf von Vermögenswerten (Expanded Asset-Purchase Program, EAPP), zu unterscheiden. Auch wenn dieses ebenfalls – unter anderem – den Ankauf europäischer Staatsanleihen vorsieht, ist es von einem möglichen OMT-Programm unabhängig und unterscheidet sich auch in seinen Modalitäten. Zudem verfolgen die Programme einen unterschiedlichen Zweck: Während OMTs dazu gedacht sind, bei Bedarf auf eine verbesserte geldpolitische Stabilität in einzelnen, von einer akuten Problemlage betroffenen Staaten hinzuwirken, zielt das erweiterte Ankaufprogramm darauf, durch kontinuierliche Ankäufe von Staatsanleihen unterschiedlichen Ursprungs zur Abwendung von Deflationsrisiken beizutragen.

## Funktionsweise und Begründung

### Modalitäten
Die Entscheidung über die Durchführung und die Beendigung von OMTs obliegt dem EZB-Rat. Hauptvoraussetzung ist, dass der betreffende Staat bereits eine der Rettungsfazilitäten der Eurozone (ESM oder EFSF) in Anspruch nimmt und die dortigen Bedingungen strikt einhält (so genannte Konditionalität). (Die EFSF wurde 2010 geschaffen, um bei Bedarf Staaten der Eurozone vorübergehend durch Kredite und Garantien zu unterstützen; sie läuft derzeit aus und kann nicht mehr neu in Anspruch genommen werden. Der ESM ist der 2012 eingeführte, dauerhafte Stabilisierungsmechanismus der Eurozone mit einer maximalen Darlehenskapazität von 500 Mrd. Euro. Die Inanspruchnahme des ESM setzt wiederum die Ratifizierung des Europäischen Fiskalvertrags voraus, welcher unter anderem die Einhaltung gewisser Defizitgrenzen vorschreibt.) Um ein OMT-Programm aktivieren zu können, muss nicht notwendig ein vollständiges EFSF- bzw. ESM-Anpassungsprogramm durchlaufen werden; auch ein so genanntes vorsorgliches Programm (Enhanced Conditions Credit Line, ECCL) kann genügen. Im Anpassungsprogramm muss allerdings die Möglichkeit zu EFSF/ESM-Primärmarktkäufen vorgesehen sein. (Von einem Ankauf auf dem Primärmarkt spricht man, wenn die Anleihen direkt vom Emittenten – hier also dem jeweiligen Staat – gekauft werden; ein Kauf auf dem Sekundärmarkt wiederum bezeichnet den Kauf von irgendeinem anderen Marktteilnehmer, der den Titel seinerseits vom Staat bzw. einem anderen Käufer erworben hat.) Damit will die EZB zum einen forcieren, dass die jeweiligen Teilnehmerstaaten selbst einen Beitrag leisten (weil durch eine Erfüllung der Programmbedingungen die Aufschläge auf Staatsanleihen verringert werden können), zum anderen der Gefahr des Moral Hazard, konkret eines Missbrauchs der OMTs als Ersatz eigener Reformanstrengungen, vorbeugen.
OMTs sind Offenmarktgeschäfte über Staatsanleihen, die als endgültige Transaktionen (Outright-Geschäfte) durchgeführt werden, das heißt das Eurosystem würde die jeweiligen Staatstitel am Markt unbefristet aufkaufen. Die Käufe erfolgen ausschließlich auf dem Sekundärmarkt, also nicht direkt vom begebenden Staat. Für den Kauf infrage kommen dabei nach Aussage der EZB bei der Ankündigung des Programms hauptsächlich Papiere mit einer Restlaufzeit zwischen einem und drei Jahren. Vorab gibt es weder eine zeitliche Begrenzung für die Durchführung von OMTs noch eine volumenmäßige Begrenzung der über OMT-Programme aufgekauften Staatstitel. Die EZB reklamiert für die unter dem OMT-Programm erworbenen Papiere keinen bevorrechtigten Gläubigerstatus (pari passu). Im Fall eines Zahlungsausfalls eines Staates mit einem OMT-Programm würde die EZB also wie jeder andere Gläubiger behandelt, soweit nicht nationale Bestimmungen der anwendbaren Rechtsordnung etwas anderes vorsehen. In dieser Hinsicht heben sich OMTs sowohl vom SMP als auch von den Kreditlinien des Internationalen Währungsfonds ab.
Durch die Käufe würde dem Markt Liquidität zugeführt; diese Ausweitung der Geldbasis will die EZB dadurch kompensieren, dass sie die durch OMTs zugeführte Liquidität nach Möglichkeit wieder voll abschöpft (vollständige Sterilisation), also dem Markt an anderer Stelle wieder entzieht (beispielsweise durch den Verkauf anderer Anleihen oder die Aufforderung an bzw. Incentivierung von Geschäftsbanken, ihre Guthaben auf den Einlagekonten des Zentralbanksystems zu erhöhen). Die flankierende Liquiditätsabschöpfung wird von der EZB bei vielen Operationen angewandt, um Inflationsrisiken zu verringern.
Alle Erkenntnisse über die angedachte Form der OMTs ergeben sich aus Pressemitteilungen und Stellungnahmen der EZB. Nachdem EZB-Präsident Draghi zunächst angekündigt hatte, die Ausarbeitung der rechtlichen Details des Programms bald veröffentlichen zu wollen, gab er im Juli 2013 an, dass die Bank den zugehörigen Rechtsakt wahrscheinlich erst dann veröffentlichen werde, wenn die Durchführung eines OMT-Programms unmittelbar bevorsteht.

### Begründung
Die EZB begründet ihren Beschluss damit, dass sie mittels OMTs die Funktion des geldpolitischen Transmissionsmechanismus des Eurosystems wiederherstellen möchte. Sie rekurriert damit auf den Umstand, dass es im Zuge der Eurokrise für die Bank zunehmend schwierig wurde, geldpolitische Impulse an den Markt weiterzugeben. Dies bezieht sich insbesondere auf die Kontrolle der Inflationsrate: Gewöhnlicherweise vermag es die EZB, diese durch Änderung ihres Hauptrefinanzierungssatzes (Leitzinses) zu steuern. Der geänderte Leitzins wirkt sich dann zunächst auf den Zinssatz aus, zu dem sich Unternehmen und Haushalte bei den Geschäftsbanken verschulden können bzw. zu dem sie ihr Vermögen einlegen können; dies wiederum führt zu einer Änderung des Spar- und Investitionsverhaltens, was über eine Anpassung der Inflationserwartungen entsprechende Preiseffekte nach sich zieht. Daneben gibt es noch eine Vielzahl weiterer Kanäle, über die sich Entscheidungen der EZB auf die Realwirtschaft auswirken.
Einige dieser Kanäle waren während der Eurokrise indes teilweise empfindlich gestört. So senkte beispielsweise die EZB ihre Zinssätze mehrfach; durch die angespannte wirtschaftliche und politische Lage in einigen Staaten wirkte sich die Zinssenkung in diesen Ländern jedoch kaum auf die Zinssätze der Geschäftsbanken (und damit die Realwirtschaft) aus. Noch dazu litten durch die allgemeine Situation des Bankensystems einige Geschäftsbanken selbst unter Refinanzierungsschwierigkeiten. Den im Zuge der Krise teils drastisch gestiegenen Renditeaufschlägen auf die staatlichen Anleihen einiger Eurostaaten kommt in diesem Mechanismus besonderes Gewicht zu. Sie beeinflussen nicht nur das Ausgabenverhalten der öffentlichen Hand, sondern sie werden auch zu einem erheblichen Teil von den Geschäftsbanken des ausgebenden Staates gehalten, sodass eine sich selbst verstärkende Dynamik einsetzt: Verschlechtert sich die wirtschaftliche Lage in einem Land, steigt die Rendite auf dessen Staatsanleihen. Dadurch verschlechtert sich wiederum die Refinanzierungsfähigkeit der Geschäftsbanken, die mit einer Einschränkung der Kreditvergabe reagieren und auf diesem Wege ihrerseits die ökonomische Abwärtsdynamik des Landes beschleunigen. Hinzu kommt, dass auf dem nationalen Interbankenmarkt (also dem Markt, auf dem sich Geschäftsbanken untereinander Geld leihen) Transaktionen vornehmlich mit inländischen Staatsanleihen besichert werden, sodass eine diesbezügliche Unsicherheit nach Ansicht der EZB auch zu Störungen des Interbankenmarkts führt.
Diese Umstände machten nach Ansicht der EZB unkonventionelle Maßnahmen wie OMTs erforderlich. Die Bank geht dabei davon aus, dass ein wichtiger Grund für das generell hohe Niveau der innereuropäischen Renditedifferenziale bei öffentlichen Schuldtiteln in übersteigerten Ängsten der Marktteilnehmer begründet ist, einzelne Staaten könnten eine freiwillige oder unfreiwillige Abkehr vom Euro vollziehen (Redenominierungsrisiko). Dies hätte erhebliche Unsicherheiten für ihre (Euro-denominierten) Ansprüche zur Folge. Ein gewisses Renditegefälle sei in einer Währungsunion zwar normal und spiegele unterschiedliche Risiken wider; dieses sei (Ende 2012) jedoch zum Teil irrational hoch gewesen. Indem die EZB mit den OMTs in Aussicht stellt, dass sie in einem ernsthaft in Schwierigkeiten befindlichen (aber noch nicht zahlungsunfähigen) Land durch Anleihenkäufe intervenieren würde, glaubt sie, der beschriebenen Abwärtsdynamik entgegenwirken zu können. Die Risikoperzeption der Marktteilnehmer sollte daher aus Sicht der Bank im Gefolge des OMT-Beschlusses zurückgehen. Hierdurch werde sodann auch der Transmissionskanal wieder frei, der der EZB die Kontrolle der Preisstabilität wieder ermöglicht.

## Wirtschaftliche Aspekte

### Auswirkungen auf die Zinsen für Staatsanleihen
Casiraghi u. a. (2013) betrachten die Auswirkungen der OMT-Entscheidung auf die Rendite italienischer Staatsanleihen mittels eines Ereignisstudienmodells mit zweitägigem Zeitfenster. Solcherlei Ereignisstudien fußen auf einem Vergleich der extrapolierten Werte im unmittelbaren Vorfeld des jeweiligen Ereignisses mit den tatsächlichen Werten in der direkten Folgezeit des Ereignisses. Nach dem OMT-Beschluss vom 2. August 2012 stellen sie auf diese Weise einen signifikanten Renditerückgang um etwa 0,6 Prozent für zweijährige und keine signifikante Änderung der Rendite auf zehnjährige Papiere fest. Die Festlegung der Einzelheiten des Programms am 6. September brachte wiederum einen signifikanten Renditerückgang bei den langfristigen Anleihen mit sich (0,5 Prozent).
Altavilla, Giannone und Lenze (2014) kommen unter Rückgriff auf Hochfrequenzhandelsdaten ebenfalls anhand einer Ereignisstudie zu dem Ergebnis, dass der OMT-Beschluss einen Renditerückgang für spanische und italienische Staatstitel mit zweijähriger Laufzeit um etwa zwei Prozent bewirkt habe, während die Rendite auf deutsche und französische Anleihen gleicher Laufzeit unverändert geblieben sei. Die ausgewiesenen Renditeeffekte sind bei Altavilla, Giannone und Lenze (2014) kumulierter Natur und vereinen die Effekte auf Draghis Ankündigung vom 26. Juli 2012 (wenn erforderlich, alles zu tun, um den Euro zu retten), den OMT-Beschluss vom 2. August sowie die Verkündung der Details des Programms vom 6. September.
Auch Krishnamurthy, Nagel und Vissing-Jorgensen (2014) identifizieren deutliche renditesenkende Auswirkungen des OMT-Beschlusses an den Staatsanleihenmärkten der GIIPS-Staaten. Die Autoren analysieren dabei drei verschiedene Wirkkanäle – Risiko eines Wechsels der Währung, Risiko eines Zahlungsausfalls und Risiko einer Segmentierung auf dem Markt für inländische Staatsanleihen –, wobei sie Evidenz für die beiden letzten Faktoren finden. In einer weiteren Ereignisstudie stellt Szczerbowicz (2012) positive Effekte des OMT-Beschlusses auf die Refinanzierungskosten von Banken und Staaten in der Eurozone. Insbesondere seien auch unmittelbar die Refinanzierungskosten jener Staaten drastisch gefallen, die drohten, den Zugang zu den Kapitalmärkten zu verlieren.

### Kritik an der Funktionsweise des Programms
Hinsichtlich der Praktikabilität des Programms ist früh vorgebracht worden, dass die Aktivierung durch das Erfordernis eines Anpassungsprogramms mit übermäßig hohen politischen Kosten einhergehe; diese schreckten schließlich auch solche Staaten von einer Inanspruchnahme ab, die eigentlich gut daran täten, von einem OMT-Programm Gebrauch zu machen. Nachdem die italienische Parlamentswahl Anfang 2013 keine klaren Mehrheitsverhältnisse hervorgebracht hatte und ein langwieriger Regierungsbildungsprozess zu befürchten stand, äußerten einige Beobachter im Besonderen Zweifel, ob die OMTs durch ihre Verknüpfung mit einem Anpassungsprogramm der Europäischen Union nicht auch möglicherweise zu anfällig für politische Instabilität sein könnten.
Zudem merkten einige Kommentatoren zu verschiedenen Zeitpunkten an, dass infolge des Entscheids zwar die Zinsen für Staatsanleihen zurückgegangen sind, der Transmissionsmechanismus – und damit das eigentlich Ziel – seine Funktionsfähigkeit dadurch allerdings durchaus nicht wiedererlangt habe. Hristov u. a. (2014) gehen dieser Frage im Kontext eines VAR-Modells nach, wobei sie zu dem Ergebnis gelangen, dass sich die gefallenen Renditen auf den Staatsanleihenmärkten nur zu einem sehr geringen Teil auf die Kreditvergabetätigkeit des Bankensystems ausgewirkt hätten; dieser Zusammenhang sei noch dazu im Laufe der Krise immer schwächer geworden, was die Autoren zu Zweifeln an der Eignung von OMTs als Problemlösungsmechanismus für eine ins Stocken geratene geldpolitische Transmission bewegt.
Ein weiteres mögliches Problem des OMT-Beschlusses könnte nach Meinung einiger Beobachter darin bestehen, dass er durch die Verringerung der Zinsaufschläge auf Staatstitel den politischen Druck von den Ländern und Institutionen genommen haben könnte, erforderliche Reformen durchzuführen.
Eine Anfälligkeit liegt überdies in der durch die strikte Konditionalität bedingten Abhängigkeit von den anderen Regierungen des Eurosystems. So zog etwa der deutsche Finanzminister Wolfgang Schäuble Ende April 2014 auf einer Diskussionsveranstaltung an der Universität Bielefeld in Zweifel, ob die deutsche Bundesregierung OMT-Anleihekäufe zulassen würde. Schäuble sagte in Anspielung auf das für OMT-Anleihekäufe erforderliche EFSF-/ESM-Programm mit der Möglichkeit zu Primärmarktkäufen, die EZB könne eine Entscheidung über OMT-Anleihekäufe „gar nicht treffen, weil sie sich an Voraussetzungen gebunden hat, über die sie nicht verfügt. Denn ESM-Entscheidungen sind einstimmig, und wir werden natürlich ein solches Programm nach dieser Ankündigung der EZB nicht beschließen.“

## Politische Rahmenbedingungen

### Rolle der Deutschen Bundesbank
Der Präsident der Deutschen Bundesbank, Jens Weidmann, von dem angenommen wird, dass er als einziger Vertreter im EZB-Rat gegen den OMT-Beschluss gestimmt hat (siehe weiter oben), erklärte unmittelbar nach der Sitzung des Rates, OMTs könnten erhebliche Risiken zwischen den Steuerzahlern verschiedener Länder umverteilen; dazu seien aber nur die Parlamente und Regierungen legitimiert. Zudem laufe die Geldpolitik Gefahr, in das Schlepptau der Fiskalpolitik zu geraten. Schon auf der Pressekonferenz vom 2. August 2012 hatte Draghi Weidmann in der Frage des Ankaufs weiterer Staatstitel namentlich als Abweichler benannt, was zu Verstimmungen bei der Bundesbank und ihr gewogenen Mitgliedern des EZB-Rates geführt hatte. Wenige Tage vor dem OMT-Beschluss bekräftigte Weidmann in einem Interview seine ablehnende Haltung zu weiteren Staatsanleihenkäufen.
Die Reaktion der Bundesbank unterschied sich merklich von derjenigen der deutschen Regierung. Die deutsche Bundeskanzlerin Angela Merkel sagte nach dem OMT-Beschluss, die EZB handele innerhalb ihres Mandats, was allgemein als implizite Zustimmung zu der Entscheidung gewertet wurde.

### Potenzielle Kandidaten
Spanien war früh als möglicher Kandidat für ein OMT-Programm im Gespräch, doch hat sich diese Erwartung vieler Investoren immer wieder als falsch erwiesen. Ministerpräsident Mariano Rajoy bekräftigte im Januar 2013, dass er „momentan“ keine Notwendigkeit für ein Programm sehe, die Option jedoch bestehe und es absurd sei, sie auf alle Zeiten auszuschließen.
Irland signalisierte Anfang 2013 Interesse an einem OMT-Programm. Der irische Finanzminister Michael Noonan sagte damals, seine Regierung habe noch nicht darüber entschieden, ob auf eine Inanspruchnahme von OMTs hingearbeitet werden solle; Dublin versuche aber, alle Bedingungen innert der nächsten Monate zu erfüllen. Kurz darauf bezeichnete er einen, noch nicht konkret geplanten, Antrag auf ein OMT-Programm als wahrscheinlich.
Auch über eine Inanspruchnahme durch Portugal wurde insbesondere Anfang bis Mitte 2013 intensiv diskutiert. Die portugiesische Regierung plante zu diesem Zeitpunkt wie Irland, den EFSF-Rettungsschirm zu verlassen. Die EU-Kommission diskutierte zu diesem Zweck auch die Möglichkeit einer Inanspruchnahme eines OMT-Programms. Zuvor hatte die EZB allerdings klargestellt, dass OMTs nicht dazu gedacht seien, die Rückkehr an den Staatsanleihenmarkt zu erleichtern.

## Rechtliche Bewertung

### Gerichtliche Befassung
Der OMT-Beschluss war unter anderem Gegenstand mehrerer (verbundener) Verfahren vor dem deutschen Bundesverfassungsgericht, die Maßnahmen des Eurosystems im Zusammenhang mit der Eurokrise betreffen. Mit Beschluss vom 17. Dezember 2013 trennte das Gericht die sich auf den OMT-Beschluss beziehenden Verfahrensgegenstände vom Hauptsacheverfahren ab; mit Beschluss vom 14. Januar 2014 setzte es die abgetrennten Verfahren aus und richtete mehrere Vorlagefragen zwecks Vorabentscheidung an den Europäischen Gerichtshof. Das Bundesverfassungsgericht äußerte in seinem mit 6:2 Stimmen ergangenen Beschluss, dass OMTs aus seiner Sicht nicht vom Mandat der Europäischen Zentralbank gedeckt sein dürfte, weil sie sich „nicht mehr als währungspolitische, sondern als überwiegend wirtschaftspolitische Maßnahme[n] dar[stellten]“ und insoweit ein Verstoß gegen Art. 119 und Art. 127 Abs. 1 und Abs. 2 des Vertrags über die Arbeitsweise der Europäischen Union (AEUV) vorliege. Ferner erscheinen dem Gericht die Modalitäten des Programms als mit dem in Art. 123 AEUV verankerten Verbot monetärer Haushaltsfinanzierung unvereinbar. Jeder dieser Verstöße würde für sich selbst auch einen Ultra-vires-Akt im Sinne der Honeywell-Entscheidung des Gerichts begründen, was zur Folge hätte, dass deutsche Verfassungsorgane, Behörden und Gerichte – auch die Deutsche Bundesbank – an der kompetenzüberschreitenden Handlung nicht mitwirken dürften. Wie in Honeywell vorgezeichnet, gibt das Bundesverfassungsgericht vor der Feststellung eines Ultra-Vires-Akts jedoch dem Europäischen Gerichtshof die Gelegenheit zur Vertragsauslegung sowie zur Entscheidung über die Gültigkeit und die Auslegung der fraglichen Handlungen. Zwar sieht das Bundesverfassungsgericht auf Grundlage seiner eigenen Auslegung gegenwärtig die oben erwähnten Rechtsverstöße; der Europäische Gerichtshof könne jedoch den OMT-Beschluss in seiner Gültigkeit begrenzen oder eine primärrechtskonforme Auslegung herbeiführen, welche mit dem Grundgesetz vereinbar ist. Dies setze wohl voraus, dass ein Schuldenschnitt ausgeschlossen wird, Staatsanleihen einzelner Mitgliedstaaten nicht in unbegrenzter Höhe angekauft und Eingriffe in die Preisbildung am Markt so weit wie möglich vermieden werden.
Der Generalanwalt am Europäischen Gerichtshof, Cruz Villalón, wertete in seinem Schlussantrag vom 14. Januar 2015 OMTs als unkonventionelle währungspolitische Maßnahme, die grundsätzlich vom Mandat der EZB erfasst sei. Für unionsrechtlich problematisch weil wirtschaftspolitisch geprägt erachtet er allerdings die aktive und einflussreiche Rolle der EZB in den (genuin politischen) EFSF- und ESM-Programmen. Im Ergebnis bejaht er diesbezüglich die Vereinbarkeit mit dem AEUV unter der Voraussetzung, dass sich die EZB „jedes unmittelbaren Eingreifens in die Finanzhilfeprogramme enthält, an die das OMT-Programm anknüpft“, und der „Begründungspflicht sowie den Erfordernissen, die sich aus dem Grundsatz der Verhältnismäßigkeit ergeben, in strikter Weise nachkommt“. Die zusätzliche Vorlagefrage des Bundesverfassungsgerichts, ob außerdem ein Verstoß gegen das Verbot monetärer Staatsfinanzierung (Art. 123 AEUV) vorliegt, verneint Villalón unter dem Vorbehalt, dass das Programm, wenn es zur Anwendung gelangen sollte, „unter zeitlichen Umständen durchgeführt wird, die tatsächlich die Bildung eines Marktpreises für die Staatsschuldtitel ermöglichen“. Derzeit bestünden allerdings keine Anhaltspunkte dafür, dass ein „unverhältnismäßige[r]“ Anreiz für den Erwerb von Staatsanleihen auf dem Primärmarkt geschaffen wird.
Der Europäische Gerichtshof unter dem Vorsitz von Vassilios Skouris hat am 16. Juni 2015 in seinem Urteil verkündet, dass das OMT-Programm der EZB rechtmäßig ist.  Am 21. Juni 2016 schloss sich das Bundesverfassungsgericht unter Vorsitz von Andreas Voßkuhle in dem im Januar 2014 vorläufig ausgesetzten Verfahren dieser Sichtweise weitgehend an. Es setzte zugleich Bedingungen: so dürften Ankäufe nicht im Voraus angekündigt werden, ihr Volumen müsse im Vorfeld begrenzt worden sein. Außerdem dürften nur Anleihen von Staaten gekauft werden, die sich noch selbst am Markt finanzieren können, zwischen Ausgabe und Ankauf müsse eine gewisse Frist liegen, und die Anleihen müssten wieder verkauft werden, sobald sich die Lage verbessert habe. Die Kläger, darunter die Bundestagsfraktion der Linkspartei, der Verein Mehr Demokratie um die ehemalige Bundesjustizministerin Herta Däubler-Gmelin sowie der CSU-Politiker Peter Gauweiler zeigten sich nicht unzufrieden: das Gericht habe klare Grenzen gezogen, bei deren Überschreitung Bundesregierung und Bundestag handeln müssten. Sollten diese nicht eingreifen, sehen sie die Möglichkeit, erneut gerichtlich hiergegen vorzugehen.

### Auffassung der EZB
Nach Auffassung der EZB liegt im OMT-Beschluss keine Überschreitung ihres Mandats. Die Maßnahme sei gerade darauf gerichtet, das originäre währungspolitische Ziel der Preisstabilität in der Eurozone zu erreichen, indem sie die infolge der Eurokrise beeinträchtigten Kanäle geldpolitischer Steuerung wieder öffnen soll. Ferner stellten OMTs keine monetäre Haushaltsfinanzierung im Sinne des Art. 123 AEUV dar. In ihrer mündlichen Stellungnahme vor dem deutschen Bundesverfassungsgericht im Juni 2013 hob die Bank insbesondere hervor, dass sie neu emittierte Staatsanleihen mit Sperrfristen belegt, vor deren Ablauf kein Ankauf der Papiere erfolgt. Zudem würden die Zentralbanken des Eurosystems „das Emissionsverhalten der Mitgliedstaaten, Banken und Marktakteure auf Zeichen unangemessenen Zusammenwirkens“ beobachten und auf solcherlei Anzeichen entsprechend reagieren.

### Diskussion des OMT-Beschlusses im Schrifttum

#### Die europarechtliche Zulässigkeit überwiegend bejahend
Gerner-Beuerle, Kucuk und Schuster (2014) kritisieren in einer Besprechung des Vorlagebeschlusses des deutschen Bundesverfassungsgerichts, dass eine adäquate rechtliche Beurteilung eine Befassung mit der ökonomischen Rechtfertigung der EZB erfordere, um eine Abwägung zwischen den potenziellen ökonomischen Positiveffekten und die Moral-Hazard-Problematik vornehmen zu können. Diese habe zu dem Schluss führen müssen, dass das Programm angemessen sei und mit den Verträgen in Einklang stehe. Steinbach (2013) hält den OMT-Beschluss für mit Art. 123 AEUV vereinbar, weil die Beurteilung auf die empirische Frage hinauslaufe, ob die hohen Renditespreads zwischen sicheren (deutschen) Anleihen und denen der Krisenstaaten über das auf Grundlage der Fundamentalwerte gerechtfertigte Maß hinausgehen (dann läge ein faktischer Ressourcentransfer zu Gunsten der EZB vor) oder nicht; die Erfahrung aus vergangenen Ereignissen spreche für ersteres, sodass auch keine Haushaltsfinanzierung vorliegen könne. Im Übrigen habe die EZB einen weiten Spielraum bei der Ausübung ihrer geldpolitischen Steuerung. Nach Auffassung von Thiele (2014) sind die Wirkungen einer von der EZB ergriffenen Maßnahme für deren Zuordnung zum Bereich der Wirtschaft- oder Währungspolitik unerheblich; vielmehr sei auf ihren Zweck abzustellen. Vorliegend sei dieser geldpolitischer Natur und OMTs seien mithin jedenfalls potenziell geeignet, das geldpolitische Ziel zu erreichen, woraus ihre Vereinbarkeit mit dem Mandat der EZB folge.
Wendel (2014) argumentiert demgegenüber, es komme auf die Einordnung als wirtschafts- oder währungspolitische Maßnahme gar nicht an. Der für Offenmarktgeschäfte einschlägige Art. 18 Abs. 1 der EZB-Satzung sehe keine diesbezügliche Differenzierung, sondern eine Ausrichtung an den Zielen der EZB (vorrangig also Preisstabilität) vor. Hierzu könnten sehr wohl auch bisweilen wirtschaftspolitische Maßnahmen dienlich sein. Aber selbst wenn man einen anderen Maßstab zugrunde legen will, sei der OMT-Beschluss zu rechtfertigen; indem die EZB an das Bestehen eines ESM-/EFSF-Programms anknüpft, zeige dies gerade, dass die Bank keine eigenständige Wirtschaftspolitik, sondern „eine – ihrem Mandat entsprechende – bloße Unterstützung der Wirtschaftspolitik betreibt“. Aus ähnlichem Grund sei auch kein Verstoß gegen Art. 123 AEUV erkennbar. Die EZB könne dies betreffend für sich einen Beurteilungsspielraum in Anspruch nehmen, der „rechtlich hinzunehmen[]“ sei, wobei die Konditionalität des OMT-Programms abermals für die Zulässigkeit spreche, weil zu beobachten sei, dass die Länder offenbar einen starken Anreiz haben, die Rettungsfazilitäten möglichst schnell wieder zu verlassen, was auf eine strikt disziplinierende Wirkung der selbigen hindeute.
Simon (2015) sieht in der Kaufbereitschaftserklärung der EZB keinen Verstoß gegen Art. 123, Art. 125 AEUV oder sonstige unionsrechtliche Bestimmungen; der vereinzelte Ankauf von Staatsanleihen am Sekundärmarkt sei erlaubt und eine Zunahme der Risiken für das Eurosystem auch im Rahmen anderer Maßnahmen hinzunehmen. Denkbar sei allerdings, dass die EZB ihr Mandat bei einer tatsächlichen Durchführung der Transaktionen überdehnt, indem sie die Bonitätsanforderungen zu sehr aufweicht. Mayer (2014) meint, die Frage der unionsrechtlichen Zulässigkeit laufe letztlich darauf hinaus, ob die Darstellung der EZB, es handele sich um eine geldpolitische Maßnahme, zutreffend sei; dies sei aber selbst im wirtschaftswissenschaftlichen Diskurs umstritten und könne deshalb mithin nicht überzeugend entkräftet werden, da Gerichte nicht einfach ihre eigene Beurteilung der Frage autoritativ zur Begründung eines Rechtsverstoßes heranziehen könnten. Der OMT-Beschluss sei ferner unter Zugrundelegung der Honeywell-Entscheidung mit der deutschen verfassungsgerichtlichen Rechtsprechung insoweit vereinbar, als eine allfällige Kompetenzüberschreitung mit Blick auf die kontroverse Diskussion der Frage in der Wissenschaft weder offensichtlich sei noch zu einer bedeutenden Verschiebung des Kompetenzgefüges zulasten der Bundesrepublik Deutschland führe; denn die EZB agiere mit OMTs gerade auf einem Gebiet, auf dem Mitgliedstaaten in Ermangelung einer entsprechenden Institution gar nicht agieren können – dann aber könne man ihnen auch keine Kompetenz nehmen.
Lammers (2015) erkennt keinen Verstoß gegen das Verbot gemeinschaftlicher Haftung aus Art. 125 AEUV, weil ein Kreditereignis zwar zu einer Minderung des Zentralbankvermögens führen könne. Jedoch bestehe für die Mitgliedsstaaten keine Nachschusspflicht für ihre NZBs und die geminderten Ausschüttungen der NZBs an die Staaten müssten zwar in den nationalen Haushalten kompensiert werden, stellten jedoch keine mitgliedschaftliche Haftung im Sinne des Vertrages dar. Art. 123 AEUV betreffe zudem nur Primärmarktkäufe und stehe den Maßnahmen deshalb gleichfalls nicht entgegen.

#### Die europarechtliche Zulässigkeit überwiegend ablehnend
Schmidt (2015) bejaht einen Verstoß gegen Art. 127 AEUV, weil die EZB mit den OMTs das illegitime Doppelziel verfolge, die Zinssätze auf Staatsanleihen zu senken und die Zinsaufschläge zu normalisieren. Denn nach Art. 127 Abs. 5 AEUV hätten die nationalen Behörden Maßnahmen zur Stabilität des Finanzsystems zu ergreifen, während das ESZB lediglich zu deren reibungsloser Durchführung beitragen dürfe. Auch stehe der OMT-Beschluss in Konflikt zum Verbot monetärer Staatsfinanzierung aus Art. 125 AEUV, weil nur einzelne Staaten von ihm profitieren (Selektivität); die Selektivität lasse außerdem ebenfalls Zweifel am geldpolitischen Charakter der Maßnahme aufkommen. Die Position der EZB, eine „Behebung der Störung des geldpolitischen Transmissionsmechanismus“ zu intendieren, sei rechtlich irrelevant, weil eine Übernahme dieser Argumentation einen „Freibrief für jede Aktion“ darstelle.
Mody (2014) hält OMTs ebenfalls für nicht mit Art. 125 AEUV vereinbar. OMTs kämen nach ihrer Anlage gerade dann zum Zug, wenn der ESM allein nicht mehr ausreiche, sodass beträchtliche Ausfallrisiken bestünden. Für das Vorliegen monetärer Haushaltsfinanzierung spreche auch, dass ein OMT-Programm dadurch, dass es die Rendite auf Staatsanleihen des betreffenden Staates senkt, auch dessen Haushaltsdisziplin unterminiere.